# Équipe du Sénégal de football à la Coupe d'Afrique des nations 2023
L’équipe du Sénégal de football participe à la Coupe d'Afrique des nations 2023 organisée en Côte d'Ivoire du 13 janvier au 11 février 2024. Il s'agit de la 17e participation des Lions, emmenés par Aliou Cissé. Ils sont éliminés en huitième de finale par le pays hôte, aux tirs au but.

## Qualifications
Le Sénégal se qualifie pour la compétition dès la quatrième journée, en remportant ses quatre premiers matchs. Les Lions finissent invaincus de la phase de qualification, en concédant le match nul lors des deux dernières rencontres.
| Rang | Équipe     | Pts | J | G | N | P | Bp | Bc | Diff |  | Résultats (▼ dom., ► ext.) |     |     |     |     |
| ---- | ---------- | --- | - | - | - | - | -- | -- | ---- |  | -------------------------- | --- | --- | --- | --- |
| 1    | Sénégal    | 14  | 6 | 4 | 2 | 0 | 12 | 4  | +8   |  | Sénégal                    |     | 5-1 | 3-1 | 1-1 |
| 2    | Mozambique | 10  | 6 | 3 | 1 | 2 | 8  | 9  | -1   |  | Mozambique                 | 0-1 |     | 3-2 | 1-1 |
| 3    | Bénin      | 5   | 6 | 1 | 2 | 3 | 8  | 9  | -1   |  | Bénin                      | 1-1 | 0-1 |     | 1-1 |
| 4    | Rwanda     | 3   | 6 | 0 | 3 | 3 | 3  | 9  | -6   |  | Rwanda                     | 1-1 | 0-2 | 0-3 |     |

| 1re journée             | Sénégal                        | 3 - 1   | Bénin                      |                                                    |                                                    |
| 4 juin 2022 19:00 UTC±0 | Mané 12e (pen.) 22e 60e (pen.) | (2 - 0) | 88e Olaitan                | Stade Abdoulaye-Wade, Dakar Arbitrage : Alaa Sabry | Stade Abdoulaye-Wade, Dakar Arbitrage : Alaa Sabry |
| 4 juin 2022 19:00 UTC±0 |                                | Rapport | 6e Doremus · 51e d'Almeida | Stade Abdoulaye-Wade, Dakar Arbitrage : Alaa Sabry | Stade Abdoulaye-Wade, Dakar Arbitrage : Alaa Sabry |

| 2e journée              | Rwanda                                       | 0 - 1   | Sénégal           |                                                                   |                                                                   |
| 7 juin 2022 19:00 UTC±0 |                                              | (0 - 0) | 90+8e (pen.) Mané | Stade Abdoulaye-Wade, Dakar Arbitrage : Jean Jacques Ndala Ngambo | Stade Abdoulaye-Wade, Dakar Arbitrage : Jean Jacques Ndala Ngambo |
| 7 juin 2022 19:00 UTC±0 | Mutsinzi (en) 30e · Kwizera 66e · Muhire 69e | Rapport | 27e Mendy         | Stade Abdoulaye-Wade, Dakar Arbitrage : Jean Jacques Ndala Ngambo | Stade Abdoulaye-Wade, Dakar Arbitrage : Jean Jacques Ndala Ngambo |

| 3e journée               | Sénégal                                                  | 5 - 1   | Mozambique                                     |                                                       |                                                       |
| 24 mars 2023 19:00 UTC±0 | Sabaly 9e · Mané 15e · Ndiaye 32e · Dia 39e · Diallo 88e | (4 - 0) | 48e Vilanculos                                 | Stade Abdoulaye-Wade, Dakar Arbitrage : Ibrahim Mutaz | Stade Abdoulaye-Wade, Dakar Arbitrage : Ibrahim Mutaz |
| 24 mars 2023 19:00 UTC±0 | Sarr 31e · Mané 52e                                      |         | 13e Kambala · 61e Vilanculos (en) · 74e Junior | Stade Abdoulaye-Wade, Dakar Arbitrage : Ibrahim Mutaz | Stade Abdoulaye-Wade, Dakar Arbitrage : Ibrahim Mutaz |

| 4e journée               | Mozambique | 0 - 1   | Sénégal |                                                          |                                                          |
| 28 mars 2023 18:00 UTC+2 |            | (0 - 1) | 18e Dia | Stade national de Maputo, Maputo Arbitrage : Jalal Jayed | Stade national de Maputo, Maputo Arbitrage : Jalal Jayed |

| 5e journée               | Bénin                    | 1 - 1   | Sénégal  |                                                               |                                                               |
| 17 juin 2023 20:00 UTC+1 | Moumini 78e              | (0 - 1) | 43e Seck | Stade l'Amitié, Cotonou Arbitrage : Jean Jacques Ndala Ngambo | Stade l'Amitié, Cotonou Arbitrage : Jean Jacques Ndala Ngambo |
| 17 juin 2023 20:00 UTC+1 | 30e Moumini · 38e Adenon |         | Ciss 24e | Stade l'Amitié, Cotonou Arbitrage : Jean Jacques Ndala Ngambo | Stade l'Amitié, Cotonou Arbitrage : Jean Jacques Ndala Ngambo |

| 6e journée | Sénégal    | 1 - 1   | Rwanda          |                                               |                                               |
|            | Camara 66e | (0 - 0) | 90+6e Niyonzima | Stade Huye, Butare Arbitrage : Haythem Guirat | Stade Huye, Butare Arbitrage : Haythem Guirat |

### Statistiques

#### Buteurs
Avec cinq buts, Sadio Mané est le meilleur buteur sénégalais de cette phase de qualification.
| Buts | Joueurs                                                                             |
| ---- | ----------------------------------------------------------------------------------- |
| 5    | Sadio Mané                                                                          |
| 2    | Boulaye Dia                                                                         |
| 1    | Mamadou Lamine Camara, Habib Diallo, Iliman Ndiaye, Youssouf Sabaly, Abdoulaye Seck |

## Préparation
Le Sénégal dispute un match de préparation le 8 janvier 2024 à Diamniadio face au Niger, non-qualifié. Il s'impose sur un but de Formose Mendy en toute fin de match.
Le 10 janvier 2024, le président Macky Sall remet le drapeau au capitaine Kalidou Koulibaly. L'équipe s'envole ensuite pour Yamoussoukro où elle disputera ses trois matchs de poule.
| Match amical   | Sénégal        | 1 - 0   | Niger                   |                                  |                                  |
| 8 janvier 2024 | F. Mendy 90+9e | (0 - 0) |                         | Stade Abdoulaye-Wade, Diamniadio | Stade Abdoulaye-Wade, Diamniadio |
| 8 janvier 2024 | Ciss 81e       |         | 29e Moussa · 52e Goumey | Stade Abdoulaye-Wade, Diamniadio | Stade Abdoulaye-Wade, Diamniadio |

## Compétition

### Tirage au sort
Le tirage au sort de la CAN 2023 est effectué le 12 octobre 2023 au Parc des expositions d’Abidjan. Le Sénégal, deuxième nation africaine au classement FIFA (20e), est placé dans le chapeau 1. Le tirage place les Lions dans le groupe C, avec le Cameroun, (chapeau 2, 41e au classement FIFA), la Guinée (chapeau 3, 81e) et la Gambie (chapeau 4, 118e). Cette poule, regroupant notamment le tenant du titre et un quintuple vainqueur de la compétition, est qualifiée de « groupe de la mort » par certains observateurs.

### Effectif
Le sélectionneur Aliou Cissé annonce la liste des vingt-sept joueurs retenus le 29 décembre 2023. Le 8 janvier, il fait appel aux lorientais Alfred Gomis et Bamba Dieng pour remplacer le gardien Seny Dieng et le milieu Boulaye Dia, blessés.

### Premier tour
| Rang | Équipe   | Pts | J | G | N | P | Bp | Bc | Diff |
| ---- | -------- | --- | - | - | - | - | -- | -- | ---- |
| 1    | Sénégal  | 9   | 3 | 3 | 0 | 0 | 8  | 1  | +7   |
| 2    | Cameroun | 4   | 3 | 1 | 1 | 1 | 5  | 6  | -1   |
| 3    | Guinée   | 4   | 3 | 1 | 1 | 1 | 2  | 3  | -1   |
| 4    | Gambie   | 0   | 3 | 0 | 0 | 3 | 2  | 7  | -5   |

| 1re journée           | Sénégal | 3 - 0   | Gambie | Stade de Charles-Konan-Banny, Yamoussoukro |                            |
| 15 janvier 2024 14h00 | P. Gueye 4e · Camara 52e 86e | (1 - 0) | | Arbitrage : Rédouane Jiyed                 | Arbitrage : Rédouane Jiyed |
| 15 janvier 2024 14h00 | A. Diallo 09e · Camara 90e | Rapport | 45+4e Adams · | Arbitrage : Rédouane Jiyed                 | Arbitrage : Rédouane Jiyed |
| 15 janvier 2024 14h00 | É. Mendy - Jakobs, Niakhaté (Seck, 81e), Koulibaly, Diatta - P. Gueye (N. Mendy, 78e), A. Diallo (Ciss, 58e), Camara - Mané, H. Diallo (Jackson, 58e), I. Sarr (Ndiaye, 78e) | Équipes | Gaye - Touray (Fadera, 75e), O. Colley, Gomez, Janko - Darboe (Ceesay, 83e), Adams, Manneh (Barry, 66e) - Barrow, Minteh (Sanyang, 83e), Sowe (Badamosi, 66e) | Arbitrage : Rédouane Jiyed                 | Arbitrage : Rédouane Jiyed |

| 2e journée            | Sénégal | 3 - 1   | Cameroun | Stade de Charles-Konan-Banny, Yamoussoukro |                            |
| 19 janvier 2024 17h00 | I. Sarr 16e · H. Diallo 71e · Mané 90+5e | (1 - 0) | 83e Castelletto | Arbitrage : Mahmood Ismail                 | Arbitrage : Mahmood Ismail |
| 19 janvier 2024 17h00 | A. Diallo 58e |         | 45e Kemen · 48e Castelletto · 75e Neyou ·                                                                                                   | Arbitrage : Mahmood Ismail                 | Arbitrage : Mahmood Ismail |
| 19 janvier 2024 17h00 | É. Mendy - Jakobs, A. Diallo, Koulibaly, Diatta - PM Sarr (I. Gueye, 74e), P. Gueye, Camara (Ciss, 90e) - Mané, H. Diallo (Jackson, 81e), I. Sarr (Ndiaye, 82e) | Équipes | Onana - Tolo, Wooh, Castelletto, Tchato (Tchamadeu, 91e) - Kemen, Anguissa, Neyou (Ntcham, 79e) - Nkoudou, Magri, Ngamaleu (Moumbagna, 74e) | Arbitrage : Mahmood Ismail                 | Arbitrage : Mahmood Ismail |

| 3e journée            | Guinée | 0 - 2   | Sénégal | Stade de Charles-Konan-Banny, Yamoussoukro |                                       |
| 23 janvier 2024 17h00 | | (0 - 0) | 61e Seck · 90e Ndiaye | Arbitrage : Pacifique Ndabihawenimana      | Arbitrage : Pacifique Ndabihawenimana |
| 23 janvier 2024 17h00 | F. Conte 22e · A. Conte 45+5e | Rapport | 45+2e Jakobs · 66e Diatta · | Arbitrage : Pacifique Ndabihawenimana      | Arbitrage : Pacifique Ndabihawenimana |
| 23 janvier 2024 17h00 | Koné - I. Sylla, MA Camara, Sow, A. Conte (Diakité, 64e) - Diawara, Moriba (S. Cissé, 73e) - F. Conte (K. Cissé, 78e), Keita (Guilavogui, 63e), A. Camara - Guirassy (Bayo, 63e) | Équipes | É. Mendy - Jakobs (Ballo-Touré, 88e), Koulibaly, Seck, Diatta - P. Gueye (Kouyaté, 71e) - Mané, N. Mendy, PM Sarr (I. Gueye, 71e), I. Sarr (Ndiaye, 72e) - H. Diallo (Jackson, 88e) | Arbitrage : Pacifique Ndabihawenimana      | Arbitrage : Pacifique Ndabihawenimana |

### Phase à élimination directe
Le Sénégal affronte en huitième de finale la Côte d'Ivoire, pays hôte et troisième du groupe A.
| Huitième de finale    | Sénégal | 1 - 1                 | Côte d'Ivoire                        | Stade Charles-Konan-Banny, Yamoussoukro |                          |
| 29 janvier 2024 20h00 | H. Diallo 4e | (1 - 0, 1 - 1, 1 - 1) | 86e (pen.) Kessié                    | Arbitrage : Pierre Atcho                | Arbitrage : Pierre Atcho |
| 29 janvier 2024 20h00 | Mané 9e · H. Diallo 59e · Camara 72e · É. Mendy 84e | Rapport               | 82e Kouamé · 90e Seri · 95e Aurier · | Arbitrage : Pierre Atcho                | Arbitrage : Pierre Atcho |
| 29 janvier 2024 20h00 | Tirs au but 4 - 5 |                       |                                      | Arbitrage : Pierre Atcho                | Arbitrage : Pierre Atcho |
| 29 janvier 2024 20h00 | É. Mendy - Jakobs, Niakhaté, Koulibaly, Diatta - Camara (I. Gueye, 87e), A. Diallo (Dieng, 118e), PM Sarr - Mané, H. Diallo (Jackson, 67e), I. Sarr (Ndiaye, 96e) | Équipes               |                                      | Arbitrage : Pierre Atcho                | Arbitrage : Pierre Atcho |

### Statistiques

#### Buteurs
| Buts | Joueurs        | Adversaires                    |
| ---- | -------------- | ------------------------------ |
| 2    | Lamine Camara  | Gambie (2)                     |
| 2    | Habib Diallo   | Cameroun (1) Côte d'Ivoire (1) |
| 1    | Pape Gueye     | Gambie (1)                     |
| 1    | Sadio Mané     | Cameroun (1)                   |
| 1    | Iliman Ndiaye  | Guinée (1)                     |
| 1    | Ismaïla Sarr   | Cameroun (1)                   |
| 1    | Abdoulaye Seck | Guinée (1)                     |

## Image et soutien

### Couleurs et maillots

Drapeau du Sénégal

Les Lions  teranga vont jouer avec la tunique blanche, colorée de vert jaune et rouge au niveau de la poitrine. Les maillots verts, pour les rencontres extérieures notamment, n’ont pas été changées également. Cette tunique avec des détails en jaune au milieu, où l’on peut voir le numéro et le logo de la Fédération sénégalaise de football de football en bande rouge, rappelle les couleurs du Sénégal et du drapeau du Sénégal.
| Tenue classique domicile | Tenue classique extérieur |
| ------------------------ | ------------------------- |
|                          |                           |

## Aspects socio-économiques

### Diffusion télévisée
La CAF a attribué l'ensemble des droits de diffusion en Afrique subsaharienne de ses compétitions de 2023 à 2025 au groupe togolais New World TV. Celui-ci a revendu les droits de la CAN 2023 pour le Sénégal à la RTS pour la diffusion en clair et au groupe Canal + pour la diffusion payante.